# Choi Jung-yoon
Choi Jung-yoon (hangul: 최정윤; ur. 9 maja 1977 w Seulu) – południowokoreańska aktorka, która w ciągu swojej kariery zagrała w różnych filmach i serialach. Oprócz nich brała również udział w programach rozrywkowych i przedstawieniach teatralnych. Występowała również na dużym ekranie, zwłaszcza w horrorach takich jak „Koszmar”, „Telefon”, „Bunshinsaba”.

## Biografia
Choi po swoim debiucie w 1996 roku w „Three Guys and Three Girls” stała się aktorką, której umiejętności aktorskie były godne pochwały. Po roli w serialu „Beautiful My Lady” z 1997 r. zaczęła grać postacie o wyrazistych i wyjątkowych osobowościach m.in. w filmie „Radio Star” oraz serialach takich jak „Taereung National Village” i „Bad Couple”. W 2009 roku podjęła wyzwanie, występując w programie rozrywkowym „Gold Miss is Coming”, w którym pokazała swój żywiołowy i ujmujący charakter. Zagrała również rozwódkę z dwójką dzieci w serialu „Manny”. Pracując zarówno jako aktorka, jak i dyrektor generalny firmy doradczej zajmującej się ślubami, aktywnie rozwija swoją karierę. W 2011 r. zagrała ambitną dyrektorkę w serialu „Ojakgyo Family”. Zdobyła również nagrodę dla najlepszej pary z Ryu Soo-youngiem na ceremonii KBS Drama Awards w 2011 roku. W 2014 otrzymała nagrodę za doskonałość w kategorii aktorka w serialu dramatycznym na gali SBS Drama Awards. Nawet po ślubie w 2011 roku pojawiała się co rok w jednej nowej roli, ale w 2015 roku po serialu „Cheongdam-dong Scandal” zrobiła sobie przerwę od aktorstwa ze względu na opiekę nad córką. Jej pojawienie się w „Cheongdam-dong Scandal” i fakt, że została synową wiceprzewodniczącego przedsiębiorstwa określanego mianem czebola nałożyły się na siebie, a ona sama otrzymała przydomek „Synowej z Cheongdam-dong”. W 2019 roku wystąpiła w filmie „A Little Princess”. W 2021 roku po 6 latach przerwy powróciła na mały ekran za sprawą serialu telewizji SBS „Amor Fati”.

### Życie prywatne
3 grudnia 2011 roku Choi poślubiła Yoon Tae-joona, byłego członka boysbandu Eagle Five i najstarszego syna byłego wiceprzewodniczącego E-Land Group. 16 listopada 2016 roku urodziła im się córka. 6 października 2021 roku agencja Choi potwierdziła, że jest ona w trakcie rozwodu z mężem.

## Filmografia

### Seriale
| Rok  | Tytuł                                        | Rola                               | Stacja telewizyjna |
| ---- | -------------------------------------------- | ---------------------------------- | ------------------ |
| 1996 | Three Guys and Three Girls                   | Choi Jung-yoon                     | MBC                |
| 1997 | Beautiful My Lady                            | Córka właściciela sali bokserskiej | SBS                |
| 1997 | Miari No. 1                                  |                                    | SBS                |
| 1998 | Love                                         | Sung-nan                           | MBC                |
| 1998 | Mister Q                                     | Jung Na-rae                        | SBS                |
| 1998 | Song of the Wind                             | Kim Mi-mi                          | SBS                |
| 1999 | Someone's House                              | Kim Nam-ok                         | KBS1               |
| 2000 | Mr. Duke                                     | Joo Eun-ha                         | MBC                |
| 2000 | Roll of Thunder                              | Sung-ok                            | KBS2               |
| 2001 | Stock Flower                                 | Shin-hee                           | KBS2               |
| 2001 | Orient Theatre                               | Moon Jung-hyun                     | KBS2               |
| 2002 | Honest Living                                | Noh Jung-yoon                      | SBS                |
| 2003 | Cats on the Roof                             | Na Hye-ryun                        | MBC                |
| 2004 | Forgiveness                                  | Jung Soo-min                       | KBS2               |
| 2005 | Taereung National Village (MBC Best Theater) | Bang Soo-ah                        | MBC                |
| 2006 | Love Can't Wait                              | Seo Eun-joo                        | MBC                |
| 2007 | Romance Hunter                               | Hong Young-joo                     | tvN                |
| 2007 | Bad Couple                                   | Han Young                          | SBS                |
| 2007 | That Woman Is Scary                          | Baek Eun-ae                        | SBS                |
| 2008 | Last Scandal                                 | Kim Min-hee (cameo, odc. 16)       | MBC                |
| 2009 | Smile, You                                   | Seo Jung-kyung                     | SBS                |
| 2011 | Manny                                        | Seo Do-young                       | tvN                |
| 2011 | Ojakgyo Family                               | Cha Soo-young                      | KBS2               |
| 2012 | Angel's Choice                               | Choi Eun-seol                      | MBC                |
| 2012 | Cheer Up, Mr. Kim!                           | Chun Ji-young                      | KBS1               |
| 2013 | Drama Festival "Boy Meets Girl"              | Jung Shin-na                       | MBC                |
| 2014 | Can We Fall in Love, Again?                  | Kwon Ji-hyun                       | JTBC               |
| 2014 | Cheongdam-dong Scandal                       | Eun Hyun-soo                       | SBS                |
| 2021 | Amor Fati                                    | Do Yeon-hee                        | SBS                |

### Filmy
| Rok  | Tytuł               | Rola                   |
| ---- | ------------------- | ---------------------- |
| 1997 | Father              | Ji-won                 |
| 2000 | Koszmar             | Seon-ae                |
| 2000 | Pisces              | Chuda dziewczyna       |
| 2002 | Telefon             | Min Ja-young           |
| 2003 | The Circle          | Son Mi-hyung/San-hong  |
| 2004 | Bunshinsaba         | Ho-kyung               |
| 2006 | Radio Star          | Kang Seok-young        |
| 2007 | Voice of a Murderer | Prezenterka Ha Joo-won |
| 2011 | I Am a Dad          | Soo-kyung              |
| 2019 | A Little Princess   | Hye-in                 |

## Nagrody i nominacje
| Rok  | Ceremonia               | Kategoria                                              | Nominowany             | Rezultat  |
| ---- | ----------------------- | ------------------------------------------------------ | ---------------------- | --------- |
| 2000 | Blue Dragon Film Awards | Najlepsza aktorka drugoplanowa                         | Koszmar                | Nominacja |
| 2006 | Blue Dragon Film Awards | Najlepsza nowa aktorka                                 | Radio Star             | Nominacja |
| 2007 | Baeksang Arts Awards    | Najlepsza nowa aktorka                                 | Radio Star             | Nominacja |
| 2011 | KBS Drama Awards        | Nagroda dla Najlepszej Pary (z Ryu Soo-young)          | Ojakgyo Family         | Wygrana   |
| 2011 | KBS Drama Awards        | Nagroda za doskonałość, Aktorka w serialu dramatycznym | Ojakgyo Family         | Nominacja |
| 2012 | MBC Drama Awards        | Nagroda za doskonałość, Aktorka w serialu dramatycznym | Angel's Choice         | Nominacja |
| 2012 | KBS Drama Awards        | Nagroda za doskonałość, Aktorka w serialu codziennym   | Cheer Up, Mr. Kim!     | Nominacja |
| 2014 | SBS Drama Awards        | Nagroda za doskonałość, Aktorka w serialu codziennym   | Cheongdam-dong Scandal | Wygrana   |